# FC Norma Tallinn
FC Norma Tallinn je bivši estonski nogometni klub iz Tallinna koji je osnovan 1959. godine. FC Norma je osvajač Meistriliige u prva dva izdanja lige - 1992. i 1992./93. U natjecanjima u okviru Estonske SSR osvojili su po pet prvenstava i kupova.

## Uspjesi
- Meistriliiga: (2)

1992. i 1992./93.
- Estonski kup: (1)

1993./94.

## Poznati bivši igrači
- Sergei Bragin
- Martin Kaalma
- Urmas Kaljend
- Janek Meet
- Ivan O'Konnel-Bronin
- Lembit Rajala
- Martin Reim
- Seppo Vilderson